# 't Lange Huus
 't Lange Huus is een gemeentelijk monument bij Birkstraat 131 tussen Amersfoort en Soest in de provincie Utrecht.
De achttiende-eeuwse schaapskooi staat rechts van de oprijlaan naar de boerderij op Birkstraat 131. In 1951 werd de stal herbouwd door architect H. Kooy uit Utrecht voor P. Wantenaar. Op de stenen voet zijn gepotdekselde en geteerde wanden geplaatst. Het rieten schilddak heeft binnen vier ankerbalkgebinten die worden gedragen door gietijzeren staanders. Deze vervangen de eerdere houten staanders.